# Naut Aran
Naut Aran är en kommun i Spanien.   Den ligger i provinsen Província de Lleida och regionen Katalonien, i den nordöstra delen av landet, 500 km nordost om huvudstaden Madrid. Antalet invånare är 1 758. Arean är 256 kvadratkilometer. Naut Aran gränsar till Alt Àneu, Espot, La Vall de Boí, Vilaller, Vielha e Mijaran, Caneján, Sentein, Bonac-Irazein och Les Bordes-sur-Lez. 
Terrängen i Naut Aran är huvudsakligen bergig, men åt nordost är den kuperad.
Naut Aran delas in i:
- Arties e Garòs
- Gessa
- Tredòs
- Unha